# .cs
.cs var Tjeckoslovakiens toppdomän. Landet delades 1993 i två nya länder, Tjeckien och Slovakien, som fick egna toppdomäner, .cz respektive .sk. Användandet av .cs fasades ut, och domänen togs slutligen bort helt i början av 1995.
2003 blev CS (enligt ISO 3166-1) landskoden för Serbien och Montenegro (Srbija i Crna Gora på Serbiska), vilket gjorde att detta land var tänkt ta över .cs som toppdomän. Dock hann Serbien och Montenegro delas i två länder 2006, innan domänen kommit att börja användas.